# Edwards, Mississippi
Edwards är en ort i Hinds County i delstaten Mississippi, USA.